# Echoprisen
Echoprisen är en samling pris inom kultur och media som delas ut årligen sedan 2008. Ursprungligen gick priset under namnet Zulu Awards och delades ut av  TV2 Zulu. Då TV2 slog samman TV-kanalen Zulu med mediaplattformen Echo och bytte namn till TV-kanalen till TV2 Echo bytte också priset namn.